# 陳良沛
陳良沛（1955年10月18日—），出生於台灣高雄，第26任中華民國陸軍軍官學校校長，官階少將退役，籍貫湖北省黃陂縣，為陸軍官校校長從中將改制為少將之首任校長，也是第一位出生於臺灣的陸官校長。而在陳良沛於2004年升任少將之同時，中華民國國軍首度出現了「一門三傑」的將官組合。

## 仕途
陳良沛30餘年軍旅生涯，歷任了陸軍戰車第703群指揮官、395、298旅旅長與國防大學教育長、陸軍官校校長等職，但陸官校長並非接自第25任王根林校長之手，因國防部於2006年8月1日實施精進案，裁減各官校校長降編為少將，適遇陸軍軍官學校第25任校長王根林提前於2006年7月1日退休，而7月仍是中將編階，因陳良沛位階少將無法接任，先由時任陸軍副總司令賈輔義中將代理校長，擔任救火隊角色，時間僅一個月，陳良沛再於2006年8月1日，正式接任第26任陸軍官校校長職務。2010年7月15日退伍。

## 一門三傑
在陳良沛於2004年升任少將之同時，中華民國國軍首度出現了「一門三傑」將官組合。陳良沛大哥陳良瀛中校退伍後於基隆港務局服務，二哥陳良濬，曾任陸軍總部情報署少將署長，第八軍團中將司令，於2011年5月1日國防部後備司令部中將司令職退伍；三哥陳良瀚，於2008年憲兵學校少將校長職，轉任服務於行政院退輔會；而陳良沛則接任陸軍官校首任少將編階校長，於2010年7月15日於陸官校長職務下退伍，三兄弟締造的中華民國國軍唯一的「一門三傑」將官組合也成為歷史名詞。

## 產學服務
陳良沛退伍後，也投入了文化與經濟產業服務，他除獲得台灣專案管理學會IPMA專案管理講師授證，也擔任了南台灣文化與經濟產業聯盟協會理事長，並組團分別於2012年4月6日至哈爾濱，2012年12月14日至岳陽考察，與當地官商界做意見交換與經驗之交流，現則擔任堃兆喆開發有限公司董事長。